# Hoppstädten-Weiersbach

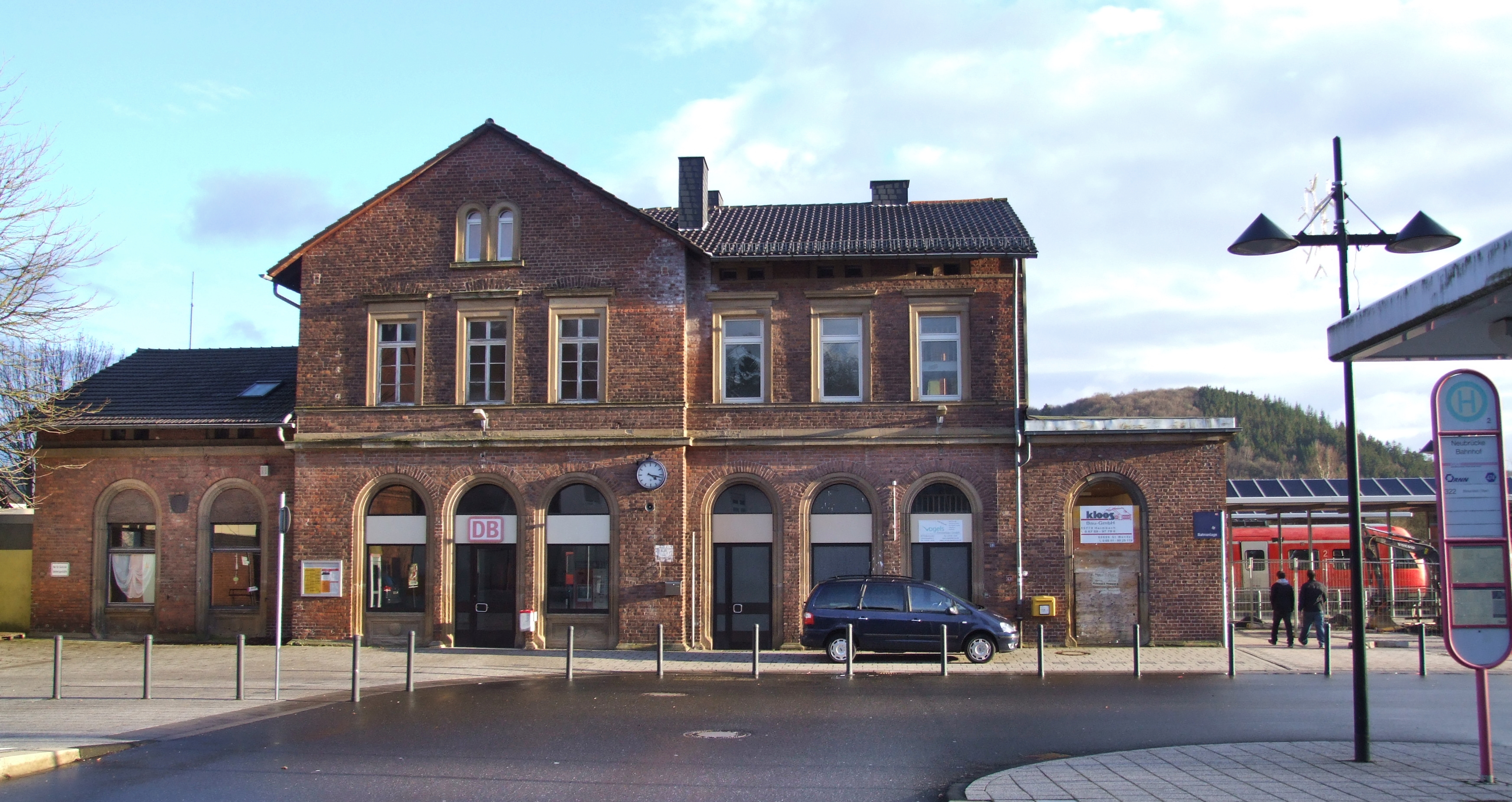
Bahnhof Neubrücke (Nahe) im Ortsteil Neubrücke von Hoppstädten-Weiersbach

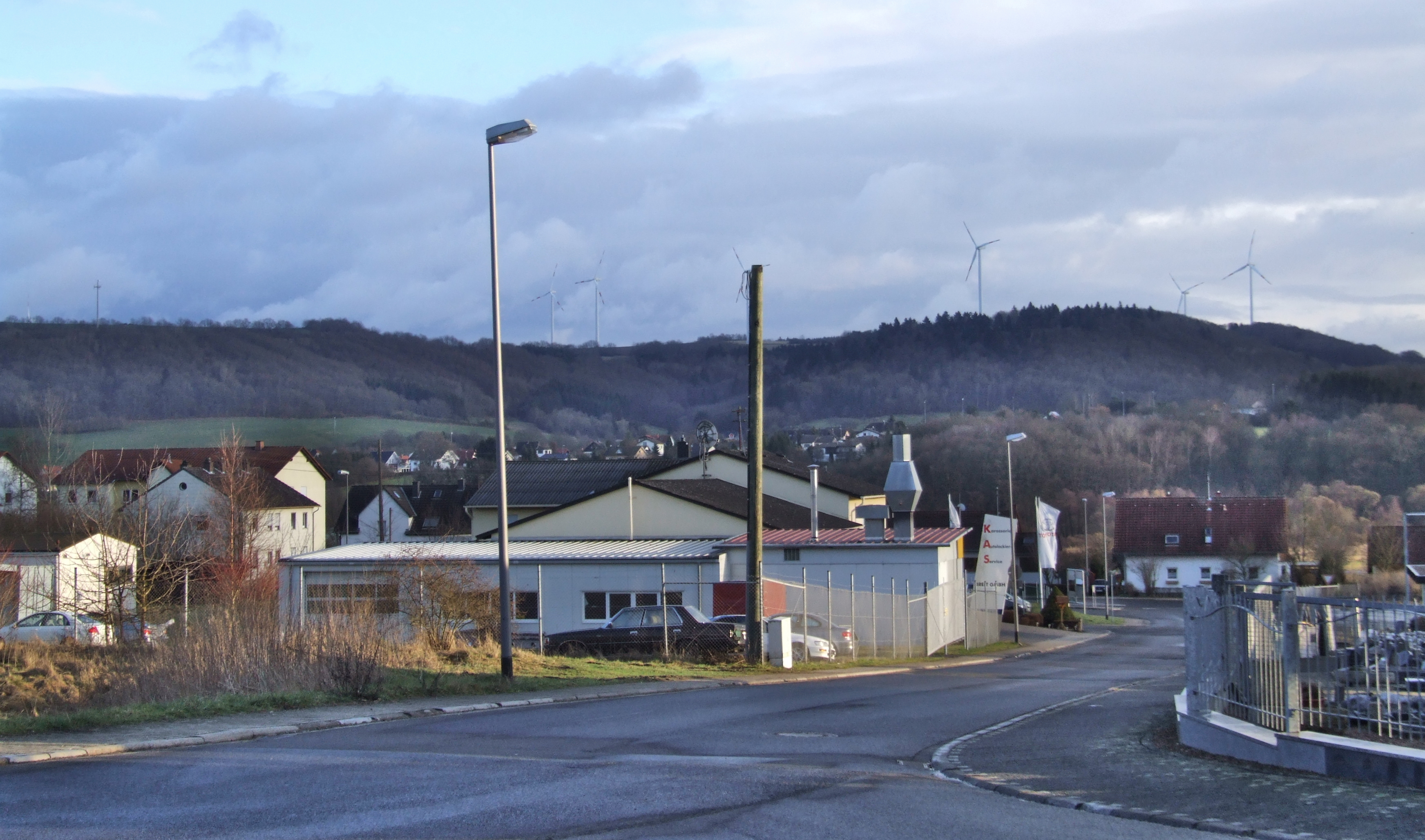
Hoppstädten-Weiersbach, Blick vom Gewerbegebiet bei der Rofu zu den Windkrafträdern im Süden

Hoppstädten-Weiersbach ist eine Ortsgemeinde im Landkreis Birkenfeld in Rheinland-Pfalz. Sie gehört der Verbandsgemeinde Birkenfeld an.

## Geographie
Hoppstädten-Weiersbach setzt sich aus den drei Ortsteilen Hoppstädten, Weiersbach (mit Bleiderdingen) und Neubrücke zusammen. Der Ort liegt nahe der Grenze zum Saarland.
Die Ortsgemeinde liegt im Nahetal, im Oberen Nahebergland, einem Teilgebiet des Saar-Nahe-Berglands. Es ist ein eigenständiges Landschaftsgebiet und ist nicht in die Pfalz oder den Hunsrück einzugliedern. Die Landschaft um die Ortsgemeinde wird durch das Hoppstädter Nahetal geprägt. Dieses Tal ist eine breite Flussaue mit großräumigen Wiesenfluren und bewaldeten Berghängen an den beiden, das Nahetal einrahmenden Bergen, dem Hoppstädter und dem Weiersbacher Berg. Auf den höher gelegenen Fluren sind große Ackerflächen angelegt. Das charakteristische Nahetal zwischen Hoppstädten-Weiersbach und Idar-Oberstein weist noch viele naturbelassene, teils romantisch-wilde Partien auf. Teile des Nahetals in Hoppstädten-Weiersbach wurden daher 1991 als Landschaftsschutzgebiet ausgewiesen.

## Geschichte
Die Orte Weiersbach und Hoppstädten gehörten im Mittelalter zusammen mit Leitzweiler, Heimbach und Freisen zur Herrschaft Werdenstein. Eine Seitenlinie der Herren von Oberstein nannte sich im 16. Jahrhundert erstmals nach der Herrschaft „Herren von Werdenstein“. Jakob von Eberstein heiratete die erbberechtigte Tochter und erbaute um 1550 das gleichnamige Schloss „Werdenstein“. Es lag zwischen den beiden Ortschaften und wurde Anfang des 19. Jahrhunderts komplett abgebrochen.
Im Ortsteil Neubrücke befand sich von 1944 bis 1945 ein Außenlager des Konzentrationslagers SS-Sonderlager Hinzert.
Auf einem 44 Hektar großen Gelände bei Neubrücke wurde 1952 das 98th General Hospital der US-Army eröffnet. Das Not- und Reservekrankenhaus verfügte über 1.000 Betten sowie diverse medizinische Fachstationen, unter anderem für Chirurgie, Zahnmedizin, Orthopädie, Radiologie, Rehabilitation und Augenheilkunde. Ein vollständiger Lazarett- und Krankenhauszug stand ständig abfahrbereit. 1994 wurde das Hospital geschlossen.
Das ehemalige Krankenhausgelände beherbergt heute den Umwelt-Campus Birkenfeld.
Die Gemeinde Hoppstädten-Weiersbach wurde am 7. Juni 1969 aus den aufgelösten Gemeinden Hoppstädten (seinerzeit 1855 Einwohner) und Weiersbach (515 Einwohner) neu gebildet.

### Einwohnerstatistik
Die untenstehende Entwicklung der Einwohnerzahl von Hoppstädten-Weiersbach auf dem heutigen Gemeindegebiet; die Werte von 1871 bis 1987 beruhen auf Volkszählungen. Der rapide Bevölkerungsanstieg in den letzten Jahren ist auf die gezielte Ansiedelung chinesischer Unternehmer und deren Familien auf einem ehemaligen US-Militärgelände zurückzuführen. Im Jahr 2018 lebten circa 1.000 Chinesen in Hoppstädten-Weiersbach.
| Jahr | Einwohner |
| ---- | --------- |
| 1815 | 681       |
| 1835 | 994       |
| 1871 | 1.195     |
| 1905 | 1.313     |
| 1939 | 1.784     |
| 1950 | 2.023     |
| 1961 | 2.446     |

| Jahr | Einwohner |
| ---- | --------- |
| 1970 | 2.329     |
| 1987 | 2.348     |
| 1997 | 2.546     |
| 2005 | 2.795     |
| 2011 | 2.905     |
| 2016 | 3.415     |
| 2023 | 3.693     |

### Konfessionsstatistik
Mit Stand 30. Juni 2005 waren von den Einwohnern 63,7 % römisch-katholisch, 25,3 % evangelisch und 11,0 % waren konfessionslos oder gehörten einer anderen Glaubensgemeinschaft an. Der Anteil der evangelischen und katholischen Kirchenmitglieder an der Gesamtbevölkerung ist seitdem gesunken. Mit Stand Juni 2025 waren von den Einwohnern 34,5 % katholisch, 19,2 % evangelisch und 46,3 % waren konfessionslos oder gehörten einer anderen Glaubensgemeinschaft an.

## Politik

### Gemeinderat
Der Gemeinderat in Hoppstädten-Weiersbach besteht aus 20 Ratsmitgliedern, die bei der Kommunalwahl am 9. Juni 2024 in einer personalisierten Verhältniswahl gewählt wurden, und dem ehrenamtlichen Ortsbürgermeister als Vorsitzendem.
Die Sitzverteilung im Gemeinderat:
| Wahl | SPD | CDU | WGR | BS | Gesamt   |
| ---- | --- | --- | --- | -- | -------- |
| 2024 | 6   | 10  | 3   | 1  | 20 Sitze |
| 2019 | 8   | 8   | 4   | –  | 20 Sitze |
| 2014 | 7   | 10  | 3   | –  | 20 Sitze |
| 2009 | 6   | 11  | 3   | –  | 20 Sitze |
| 2004 | 5   | 13  | 2   | –  | 20 Sitze |

### Bürgermeister
Der neue Gemeinderat 2024 der Ortsgemeinde Hoppstädten-Weiersbach hat am 28. August 2024 zum ersten Mal im Rahmen seiner konstituierenden Sitzung getagt. Für Peter Heyda (SPD) war es die letzte Sitzung im Ortsgemeinderat, Nachfolger ist Manuel Weber (CDU). Der CDU-Kandidat hatte im Sommer 2024 das Rennen gemacht und wurde zum neuen Ortsbürgermeister in Hoppstädten-Weiersbach gewählt: Mit deutlicher Mehrheit (73,4 Prozent) wurde Manuel Weber gewählt. Damit setzte er sich gegen den bisherigen Ortsbürgermeister Peter Heyda (SPD) durch, der erneut angetreten war. Peter Heyda  war am 21. August 2019 Ortsbürgermeister von Hoppstädten-Weiersbach geworden. Bei der Stichwahl am 16. Juni 2019 hatte er sich mit einem Stimmenanteil von 57,85 Prozent durchgesetzt, nachdem bei der Direktwahl am 26. Mai 2019 keiner der ursprünglich drei Bewerber eine ausreichende Mehrheit erreicht hatte. Heyda setzte sich damals in der Stichwahl gegen Claudia Feis durch. Die Wahl 2019 war von lokalhistorischer Bedeutung, da nach 50 Jahren CDU-Vorherrschaft ein SPD-Bürgermeister sein Amt antrat. Heydas Vorgänger Welf Fiedler (CDU) hatte das Amt seit 2004 ausgeübt, war 2019 aber nicht erneut angetreten.

## Infrastruktur

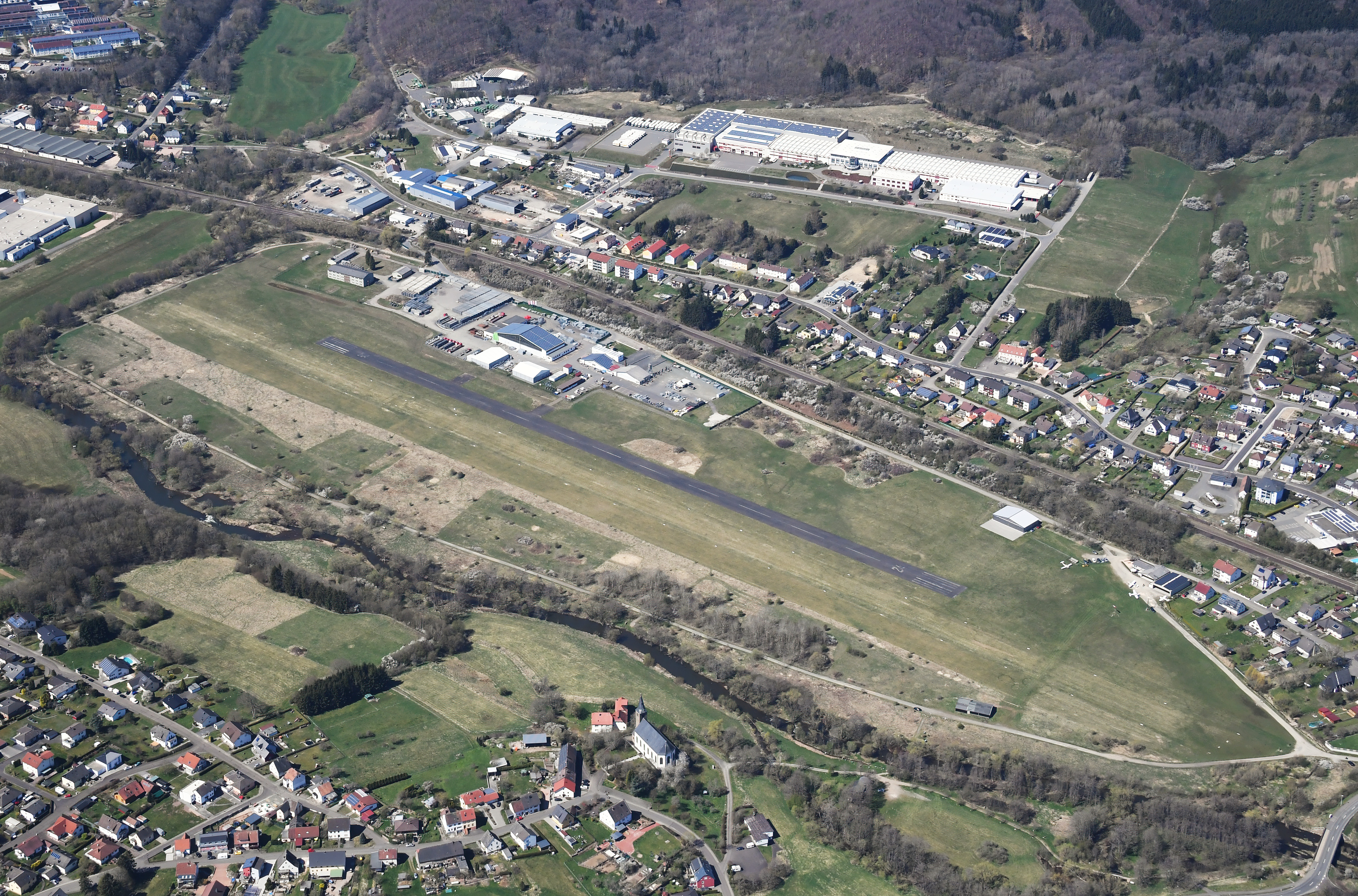
Luftbild des Sonderlandeplatzes EDRH, ehemals Airfield Hoppstädten-Weiersbach

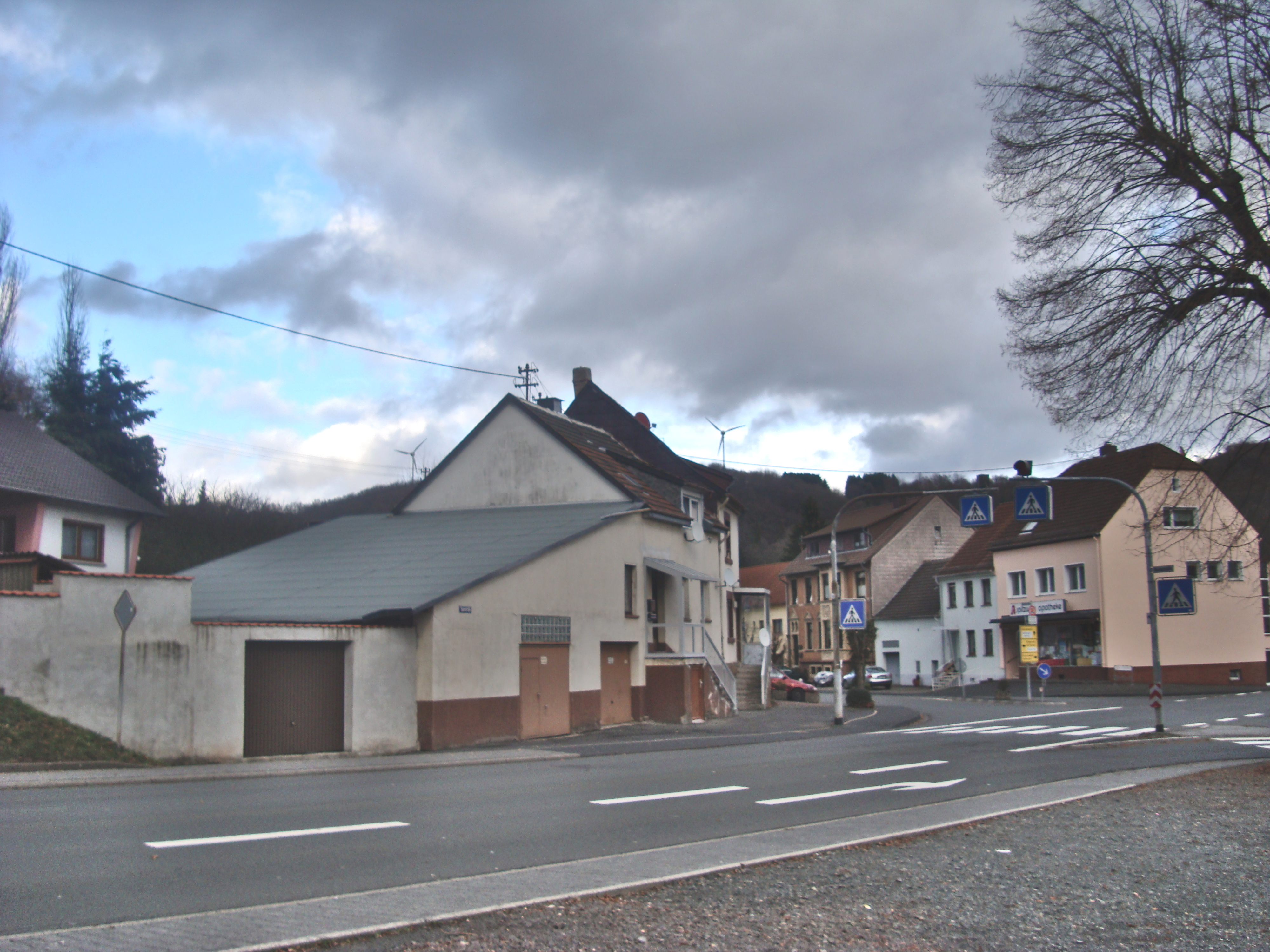
Hoppstädten-Weiersbach

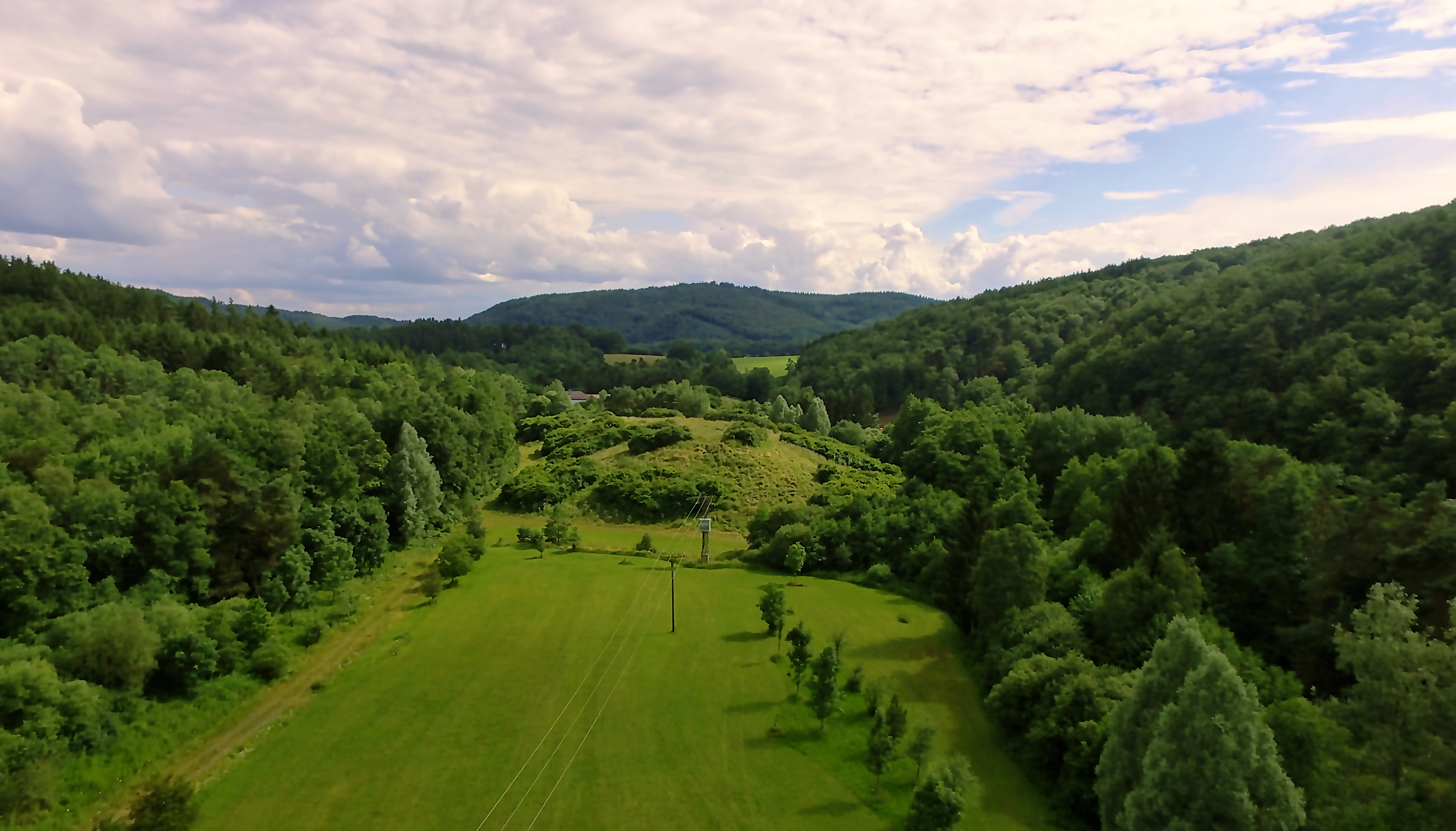
Renaturierter Standort der ehemaligen Urananlage Ellweiler mit Abraumhalde

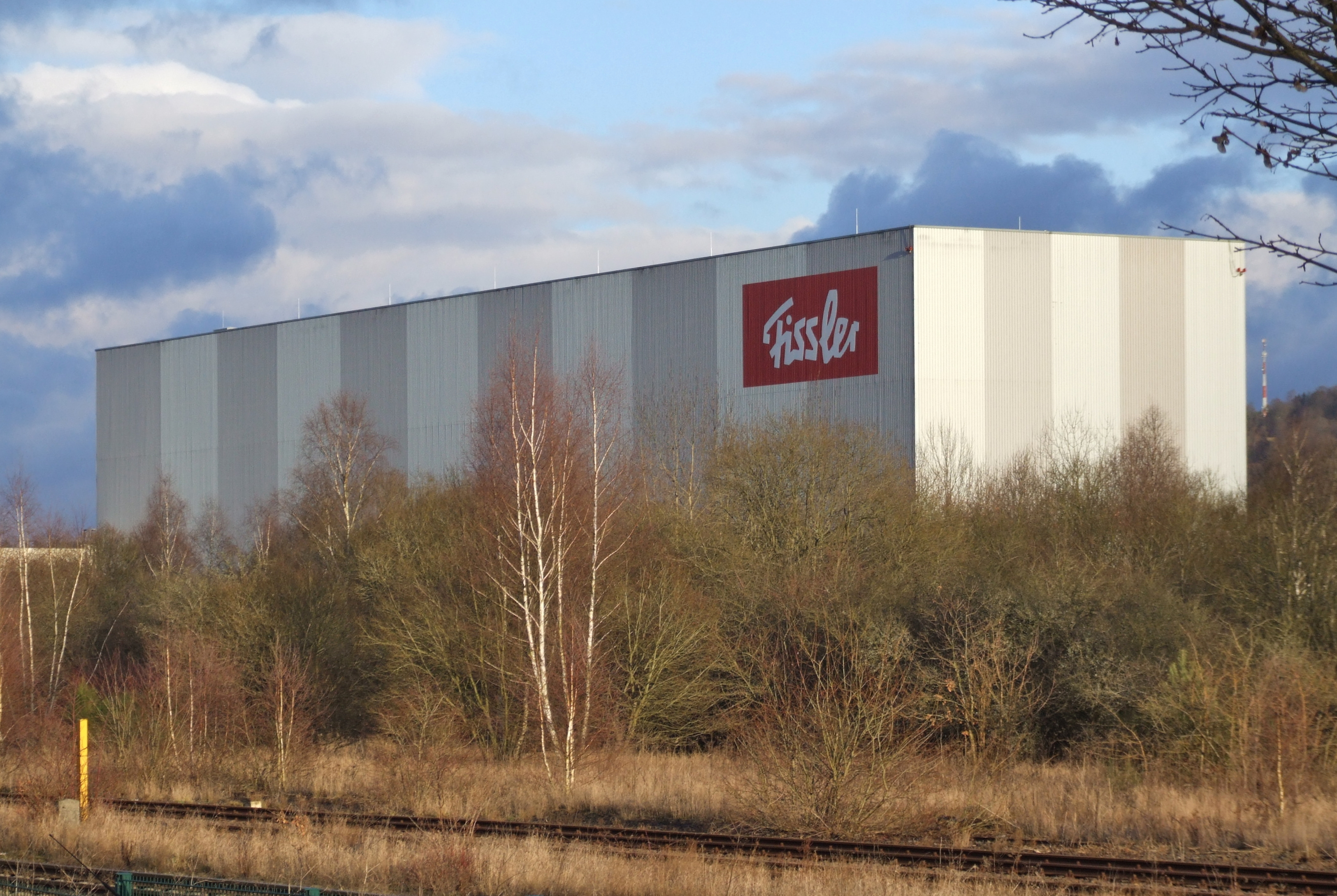
Hochregallager des Kochgeschirrherstellers Fissler, Blick vom Bahnhofsparkplatz

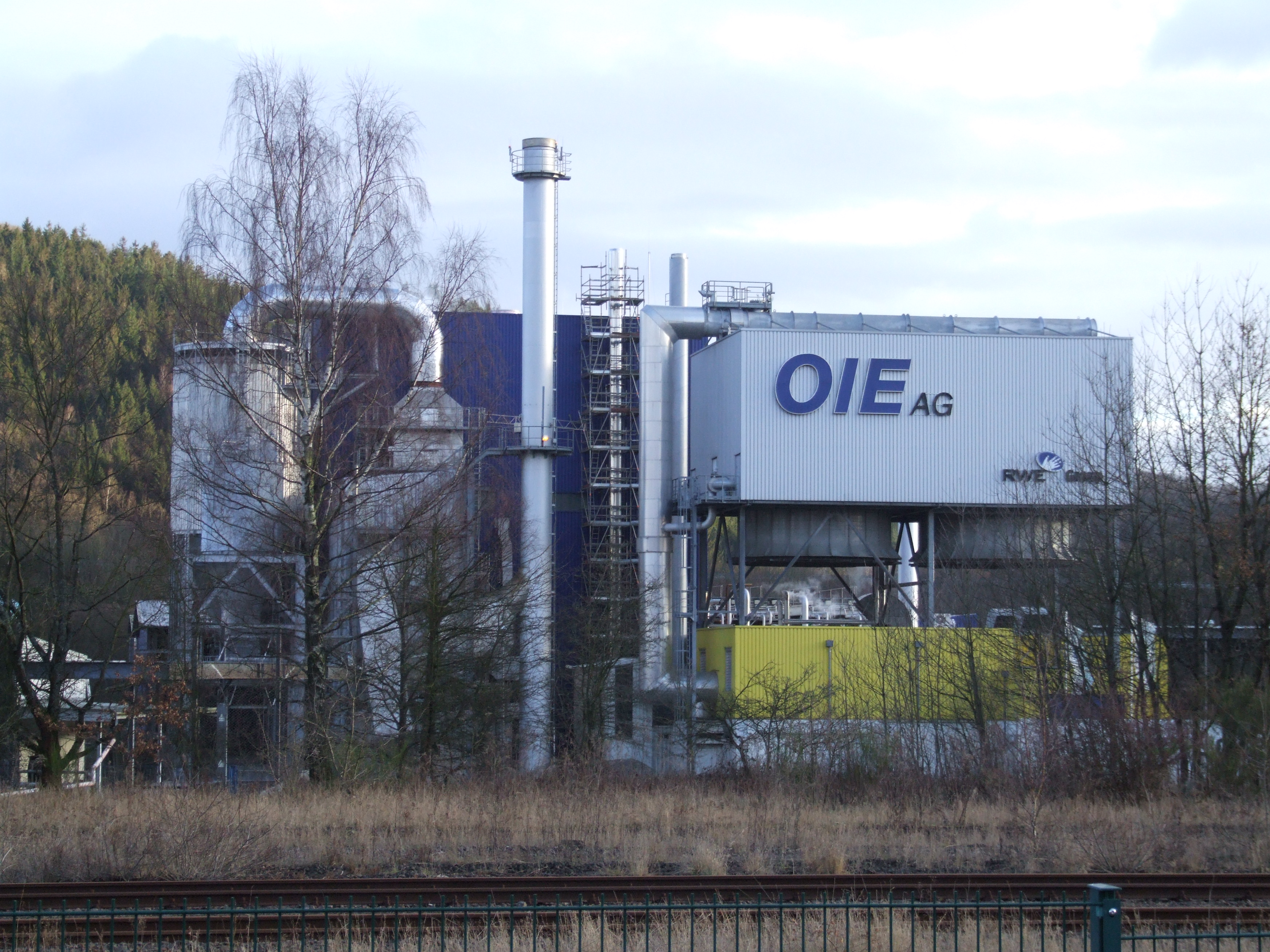
Hoppstädten-Weiersbach, Kraftwerk der OIE AG, eine Tochter der RWE AG

Hoppstädten-Weiersbach liegt an der Bundesautobahn 62 Nonnweiler–Landstuhl, Anschlussstelle Birkenfeld, sowie an der Eisenbahnstrecke Saarbrücken–Mainz (Nahetalbahn) mit dem Regionalbahnhof Neubrücke (Nahe) und dem Haltepunkt Hoppstädten-Weiersbach in Hoppstädten.
Zwischen den beiden Ortsteilen Hoppstädten und Weiersbach liegt parallel zum Nahe-Ufer der Flugplatz Hoppstädten-Weiersbach, ICAO-Code „EDRH“.
Hoppstädten-Weiersbach ist Sitz der Landessammelstelle für radioaktive Abfälle des Landesamtes für Umwelt, Wasserwirtschaft und Gewerbeaufsicht (LUWG) des Landes Rheinland-Pfalz.
Nordöstlich dieser liegt das Gelände der ehemaligen Uranerzaufbereitungsanlage Ellweiler. Diese wurde 1958/59 als Versuchsanlage der Bundesrepublik Deutschland errichtet und 1961 in Betrieb genommen. Ziel war die Herstellung eines Urankonzentrates in der Form von Ammoniumdiuranat (Yellowcake). Die Produktionsrückstände wurden auf Halden gelagert. Nach gesetzlichen Änderungen wurde wegen deutlicher Grenzwertüberschreitungen durch das austretende radioaktive Edelgas Radon der Betrieb zum 30. Mai 1989 untersagt. Die Betreiberin der Anlage ging danach in Konkurs. Die Anlage wurde daraufhin vom Land Rheinland-Pfalz übernommen und bis zum Juni 2000 für ca. 48 Millionen DM saniert und renaturiert. Heute erinnert nur noch die Abraumhalde (gegenüber der Tankstelle an der Straße nach Birkenfeld) an die frühere Anlage.

## Wirtschaft
In Hoppstädten-Weiersbach befinden sich die Firmenzentrale und das Zentralwarenlager der Rofu Kinderland, ein Kraftwerk der OIE AG und eine Ansiedlung des Kochgeschirrherstellers Fissler. Zudem ist der Ort seit der Ansiedlung chinesischer Geschäftsleute in einer ehemaligen Kaserne des US-Militärs auch Standort für zahlreiche kleine und mittelständische chinesische Unternehmen, die im Import-Export-Geschäft tätig sind.

## Persönlichkeiten

### Ehrenbürger
- Harald Fissler (1925–2013), Unternehmer
- Arnold Meiborg (* 1936), Alt-Bürgermeister
- Ernst Theilen (* 1940), Jurist, Ministerialbeamter und Politiker (SPD).

### In Hoppstädten-Weiersbach geboren
- Klaus Schneider (1942–1994), Psychologe und Hochschullehrer
- Maria Höhn (* 1955), Historikerin
- Hinton Battle (1956–2024), US-amerikanischer Schauspieler und Tänzer, geboren in Neubrücke

### Mit Hoppstädten-Weiersbach verbunden
- David Einhorn (1809–1879), 1842 bis 1847 Rabbiner von Hoppstädten und Landesrabbiner' im Fürstentum Birkenfeld
- Emanuel Hecht (1821–1862), pädagogischer Schriftsteller und Heimatforscher, ab 1845 Lehrer der jüdischen Schule in Hoppstädten
- Alex Lewin (1888–1942), letzter Landesrabbiner des oldenburgischen Landesteils Birkenfeld mit Sitz und Wohnung in Hoppstädten
- Simon Kaiser (* 1999), Biathlet, aufgewachsen in Hoppstädten-Weiersbach